# Camilo Correa Restrepo
Camilo Correa Restrepo, conocido también por sus pseudónimos: Olimac y Ego (San Andrés de Cuerquia, Antioquia, 1913 - ?, 1990), fue un crítico cinematográfico, guionista, director y empresario colombiano. Reconocido principalmente por su interés por el cine y haberlo ejercido desde comentarista, gerente de empresas productoras, guionista, publicista, contratador de artistas, conductor de cámaras y director. Se le ha destacado por sus tropiezos laborales, pues su motivación por construir un cine nacional y hacerse un lugar dentro de la industria, terminó posicionándolo dentro del medio como un ejemplo de ruina.

## Biografía

### Vida personal
Correa pasó los primeros años de su vida en Yarumal, Antioquia, donde, desde muy temprana edad demostró interés por el cine. De su educación no se sabe mucho, sin embargo, para consumir cine hacía un viaje en caballo de 7 horas hacia Valdivia a ver películas de vez en cuando, sin un interés específico por el tipo de género cinematográfico. Posteriormente se fue a vivir a Valdivia, donde empezó su trayectoria laboral y die los primeros acercamientos a la industria creando un diario llamado S.O.S, el cual era repartido mano a mano entre los habitantes de su municipio. Adicionalmente, dispuso el solar de su casa para un cine club llamado Teatro Gardel, en el cual usaban un proyector alquilado a Cine Colombia; sin embargo, este cine club fue censurado por el sacerdote local.

### Trayectoria
En 1937 llegó a Medellín, que para Correa era la «capital del cine en la Colombia de ese entonces» (Hollywood colombiano). Inicialmente trabajó como editor de la revista Ondas hasta 1939; en aquella revista poseía un espacio para opinar sobre la radio y el cine del momento. Posteriormente, desde 1940 hasta 1949, decidió crear y dirigir la Revista Micro, con el objetivo de «agitar el ambiente radial, artístico y deportivo de Colombia». En 1942, mientras dirigía la revista, escribió una columna crítica cinematográfica y de espectáculos en El Colombiano, periódico donde firmaba con el pseudónimo de Olimac. Asimismo, durante aquella época trabajó como arrendatario de programas de radio en La Voz Antioquia, aquel puesto le causó algunas críticas provenientes de los lectores de Micro, quienes afirmaban que al estar vinculado a aquella radio su opinión se podría ver sesgada.
Su vinculación directa a la industria del cine sucedió en 1946 cuando fundó la Promotora Cinematográfica Nacional (PROCINAL), que era la única productora colombiana de ese entonces. De la mano de PROCINAL realizó en 1947 el Noticiero Colombia, el cual duró solo un año; documentales de Boyacá, los Llanos Orientales, y demás ciudades de Colombia. PROCINAL empezó como una sociedad limitada y posteriormente pasó a ser una sociedad anónima por no tener capital suficiente, sin embargo, en un lanzamiento quebraron y aquella productora se cerró por un tiempo.
El político chileno Darío Valenzuela quiso crear en su ciudad un espacio donde se formentara la educación cinematográfica y los vínculos culturales entre los socios existentes. Aquel Cine club fue censurado por la sociedad puritana, motivada por la curia arzobispal (Arquidiócesis de Medellín), por lo que Correa tomó la determinación de renunciar a la dirección el 25 de junio de 1951.

### Final de su carrera
La caída de la carrera de Correa empezó en 1950, cuando decidió ser pionero de la cinematografía nacional sacando su propio largometraje Colombia Linda, que fue catalogado como un fracaso, pues las limitaciones económicas y demás problemas técnicos lo llevaron a hacer una película que recibió una crítica negativa. Además de tener descuidos técnicos, poseía problemas estructurales, y tanto Correa como su película estuvieron en boca de todos sus compañeros de crítica, cineastas del momento y de los exhibidores en varias ciudades del país donde fue presentado; para excusarse, Correa afirmó que aquel filme era un borrador, y que en un futuro iba a ser una de las mejores películas nacionales.
En vista de que su primer trabajo resultó ser un fracaso y se había endeudado con préstamos, Correa entró en quiebra. Hizo unos malos manejos financieros en PROCINAL e intentó culpar a las distribuidoras de cine de su bancarrota, por lo que tuvo que pagar las consecuencias. En 1956 Correa fue detenido y encarcelado 8 meses por «abuso de confianza continuado».
Finalmente, en 1957 partió de Medellín y se trasladó a Los Ángeles con su familia por 27 años aproximadamente. Sin embargo, en 1983 se murió su única hija: Colombia; y retornó a Medellín en 1984, donde pasó sus últimos años. De su vida personal y muerte no se conoce mucho, sin embargo, es uno de los pioneros en la industria cinematográfica Colombiana y la crítica nacional.